# Drávaszabolcs
Drávaszabolcs es un pueblo ubicado en el distrito de Siklós, en el condado de Baranya, Hungría.

## Superficie
Posee una superficie de 11,22 kilómetros cuadrados.

## Demografía
Hasta 2019 la población era de 697 habitantes, con una densidad de población de 62,12 habitantes por kilómetro cuadrado.